# Antonio Cornacchione
Antonio Cornacchione (Montefalcone nel Sannio, 26 settembre 1959) è un comico, cabarettista e attore italiano.

## Biografia
Nato in Molise, da bambino la famiglia si trasferisce prima a Pavia, poi a Como e poi a Milano, dove abita tuttora. Nel 1991 debutta al teatro Zelig di Milano con Paolo Rossi, Gianni Palladino, Aldo, Giovanni e Giacomo. Nel 1992 partecipa al programma Su la testa! di Rai 3 ed è ospite del Maurizio Costanzo Show. Nel 1992 vince il premio Forte dei Marmi per la satira politica. Nel settembre del 1998 è entrato a far parte nel cast della sit-com Casa Vianello e fa il ruolo del "portiere" di casa.
Nel 1999 ha una piccola parte nello spettacolo Tel chi el telùn di Aldo, Giovanni e Giacomo. Nel 2002 partecipa allo spettacolo satirico Cult prodotto da Zelig. Si aggiungono partecipazioni televisive a Zelig Off, Crozza Italia e Che tempo che fa su Rai 3 con Fabio Fazio e ancora Zelig Circus. Si caratterizza per un tormentone sul "Povero Silvio!", satira sulla "bontà" incompresa di Silvio Berlusconi e titolo di due suoi libri. Nel 2007 partecipa come comico al 57º Festival di Sanremo e nel 2010 alla trasmissione Raiperunanotte, in diretta da Bologna, durante la quale difende comicamente i diritti del giornalismo italiano contro le censure imposte da Silvio Berlusconi ad alcuni programmi televisivi Rai.

## Libri
- Povero Silvio (Kowalski, 2004)
- Povero Silvio Bis (Kowalski, 2005)

## Teatro
- Circo di Paolo Rossi regia di Giampiero Solari (1995)
- Tel chi el telùn regia di Arturo Brachetti (1999)
- Povero Silvio (2003)
- Cecile regia di Elio De Capitani (2007)
- Sia lodato Silvio (2008)
- L'ho fatto per il mio paese regia di Daniele Sala (2013)
- Cronache sessuali regia di Antonio Cornacchione (2014)
- Ieri è un altro giorno regia di Eric Civanyan (2018)

## Filmografia parziale
- La grande prugna, regia di Claudio Malaponti (1999)
- Faccio un salto all'Avana, regia di Dario Baldi (2011)
- Bar Sport, regia di Massimo Martelli (2011)

## Televisione
- Casa Vianello (Canale 5, 1998-1999)
- Robinson (Rai 3, 2012)